# Mituo
Mituo (chiń. upr. 弥陀区; chiń. trad. 彌陀區; pinyin Mítuó qū; Wade-Giles Mi-t’o ch’ü) – dzielnica (chiń. 區, qū) w rejonie Gangshan miasta wydzielonego Kaohsiung na Tajwanie. 
23 czerwca 2009 komitet przy Ministrze Spraw Wewnętrznych Republiki Chińskiej zarekomendował scalenie dotychczasowego powiatu Kaohsiung (chiń. trad. 高雄縣; pinyin Gāoxióng xiàn) i miasta wydzielonego Kaohsiung (chiń. trad. 高雄直轄市; pinyin Gāoxióng zhíxiáshì) w jedno miasto wydzielone; wszystkie gminy wiejskie (chiń. 鄉, xiāng), jak Mituo, miejskie oraz miasta wchodzące w skład powiatu zostały przekształcone w dzielnice (chiń. 區, qū). Ustawa weszła w życie 25 grudnia 2010 roku.
Populacja dzielnicy Mituo w 2016 roku liczyła 19 555 mieszkańców – 9485 kobiet i 10 070 mężczyzn. Liczba gospodarstw domowych wynosiła 6784, co oznacza, że w jednym gospodarstwie zamieszkiwało średnio 2,88 osób.

## Demografia (2011–2016)
| Rok  | Liczba ludności | Gęstość zaludnienia | Kobiety | Mężczyźni | Gospodarstwa domowe |
| ---- | --------------- | ------------------- | ------- | --------- | ------------------- |
| 2011 | 20 217          | 1368                | 9722    | 10 495    | 6677                |
| 2012 | 20 123          | 1361                | 9669    | 10 454    | 6708                |
| 2013 | 19 920          | 1348                | 9585    | 10 335    | 6687                |
| 2014 | 19 854          | 1343                | 9580    | 10 274    | 6701                |
| 2015 | 19 655          | 1330                | 9501    | 10 154    | 6754                |
| 2016 | 19 555          | 1323                | 9485    | 10 070    | 6784                |